# Macaranga ferruginea
Macaranga ferruginea är en törelväxtart som beskrevs av John Gilbert Baker. Macaranga ferruginea ingår i släktet Macaranga och familjen törelväxter. Inga underarter finns listade i Catalogue of Life.